# (1031) Ártica
(1031) Ártica es un asteroide perteneciente al cinturón de asteroides descubierto el 6 de junio de 1924 por Serguéi Ivánovich Beliavski desde el observatorio de Simeiz en Crimea.
El nombre hace referencia al océano Ártico.